# Marsillargues
Marsillargues település Franciaországban, Hérault megyében. Lakosainak száma 6787 fő (2022. január 1.). Marsillargues Aigues-Mortes, Aimargues, Saint-Laurent-d’Aigouze, Lansargues, Lunel, Mauguio és Saint-Nazaire-de-Pézan községekkel határos.

## Népesség
A település népességének változása:
| Lakosok száma | 3048 | 3653 | 4386 | 5760 | 6192 | 6207 | 6248 | 6407 | 6395 | 6787 |
|               | 1968 | 1982 | 1990 | 2006 | 2013 | 2015 | 2017 | 2019 | 2020 | 2022 |